# 대선건조의 금
대선건조의 금(일본어: 大船建造の禁 오오부네켄조우노킨[*])은 에도 시대 초기에 나온 다이묘 통제 법령 중 하나이다. 1635년 6월 제정된 《무가제법도》 제17조의 ‘500석 이상의 배를 정지할 것’에서 나온 것으로 흔히 대선건조금지령(大船建造禁止令)이라고 칭해진다.

## 개요

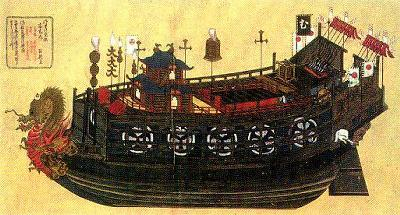
아타케부네

대선건조의 금이 제정된 것은 에도 막부가 창설된 지 얼마되지 않는 1609년 게이초 14년 9월이며, 장군은 제2대 쇼군 도쿠가와 히데타다였다. (그러나 실질적으로 계획한 이는 초대 장군으로 당시 중진의 지위에 있었던 도쿠가와 이에야스였다.) 이 금령은 히데타다 측의 문서에 이에야스 측이 문서를 보완하는 형태로 2번 발령되어 서쪽 지방 다이묘를 목표로 한 것이며, 500석 이상의 군함과 상선을 몰수하고 수군 능력을 제한했다. 그러나 대상은 연안 항해를 기본으로 하는 화선과 군선으로 전용가능한 상선도 대상으로 하고 있었지만, 한편 500석 이상의 선박 이라고 해도 원양 항해를 전제로 하는 주인선은 제외되었다. 대상이 된 다이묘와 선박은 다음과 같다.
- 이케다 데루마사 (하리마 히메지) 대아타케부네 1척 (紀伊丸)
- 모리 히데나라 (나가토, 하기)
- 하치쓰카 요시시게 (아와 도쿠시마) 아타케부네 2척
- 이코마 가즈마사 (사누키 다카마쓰)
- 도미타 노부다카 (이요, 우와 지마)
- 가토 요시아키 (이요 마츠야마)
- 야마우치 야스토요 (도사 고치)
- 호소카와 다다오키 (부젠 오구라)
- 이나바 노리미치 (분고 우스) 1척 (큰 배)
- 구로다 나가마사 (지쿠젠, 후쿠오카) 1척 (伊勢丸)
- 데라자와 히로타카 (히 당진) 1척 (18단 정도의 배)
- 나베시마 기쓰시게 (히 사가) 아타케부네 (척수 불명, 伊勢船)
- 시마즈 이에히사 (사쓰마 가고시마) 해당 선박 없음

1625년에 오하마 미쓰타카가 후쿠오카 번에 구로다 다다유키를 금령 위반으로 고발했다. 이것은 호오마루(鳳凰丸)이며, 검사가 파견되어 500석 이하로 판명되어 처벌은 없었다.

### 간에이 12년의 대선 건조 금지
1635년 6월 무가제법도가 제정되어 그 제17조에서 500석 이상의 선박이 전국적으로 금지되었다. 이 제한은 상선과 원양 항해를 하는 배는 포함되지 않았지만, 입법 취지가 세세하게 전해지지 않았기 때문에 상선이 제한된 경우도 있었다.

### 간에이 15년의 대선 건조 금지
간에이 12년의 시행에 혼란이 보였기 때문에 간에이 15년 개정으로 제한 대상이 군선인 것으로 명시되도록 개정되었다. 이처럼 아타케부네로 대표되는 내항 형의 대형 군선은 폐지되고 (제번에 의한 운용 선박 포함) 내항 형과 외항 형의 상선은 허용되었다.

### 이후의 법령
이후에도 무가제법도는 개정되어 대선건조의 금 제한은 변화해 갔다.
- 1635년 (간에이 12년) :
- 1663년 (간분 2년) : 500석 이상의 배를 정지하고, 화물선 등은 제외
- 1783년 (덴나 3년) : 화물선 외 큰 배는 이전의 법령과 같이 정지
- 1710년 (호에이 7년) : 화물선 외 500두 이상의 큰 배를 건조하는 것

## 문제점

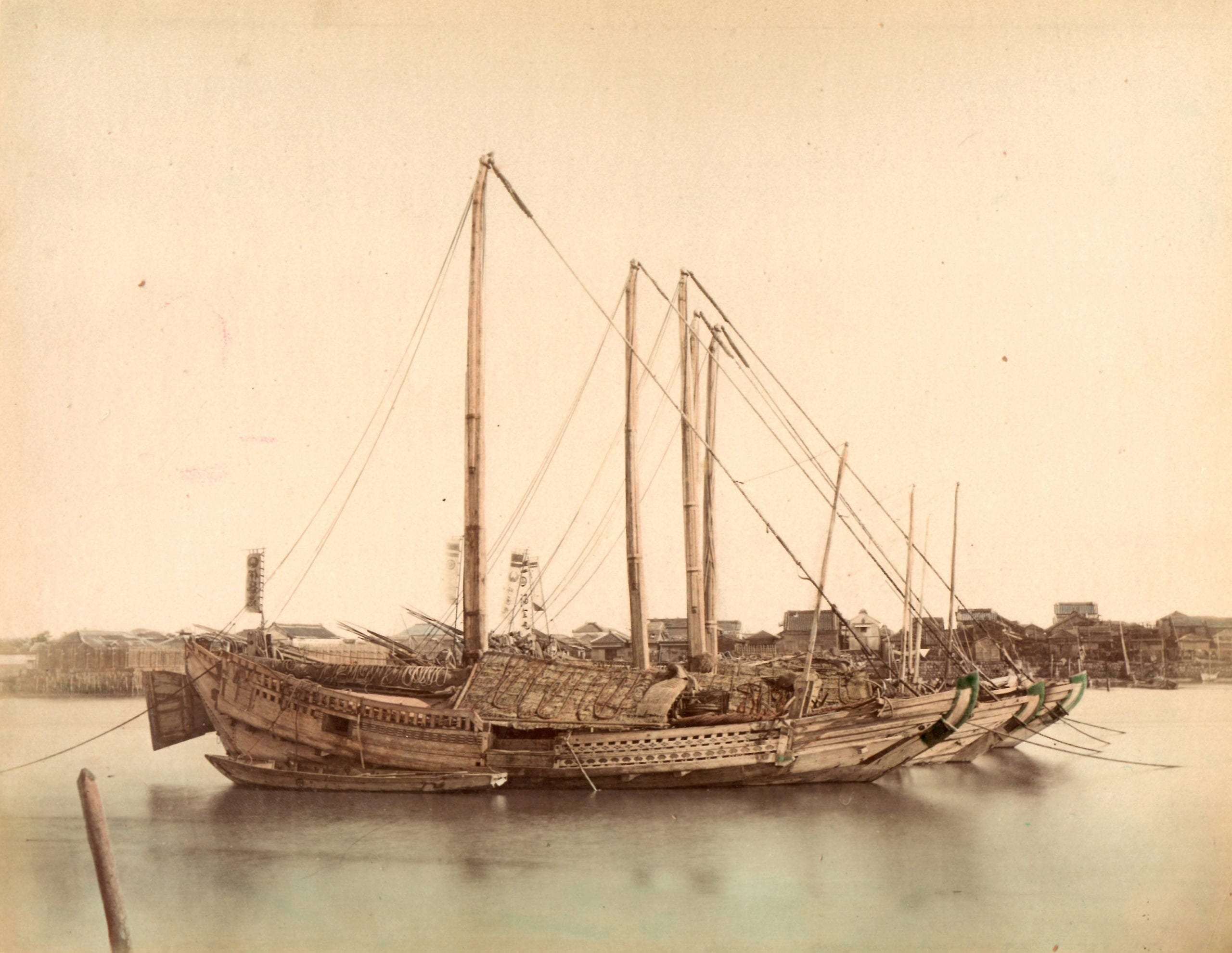
에도시대 말기인 1860년대 베자이 선

에도 시대 초기에는 상업이 발달되지 않았기 때문에, 이 금지령은 여전히 좋았다. 그러나 중기가 되면서 상업이 발달하고 더 많은 항로도 개발되었기 때문에 선박에 의한 수송이 매우 중요 해졌다. 이 때문에 막부도 상선을 위해 규정을 철회하고 내항선인 베자이 선(弁才船)이 운송의 주류가 된다.
서쪽 지방 영주가 가진 수군 능력도 저하되었고, 참근교대(参勤交代) 때 영주가 사용한 어좌선 등은 세키부네이며 전국 시대의 수군에 비교하면 거리가 먼 것이었다.

## 금지령 폐지
에도 시대 후기가 되면 일본 연안에 미국, 영국, 러시아 등 서양 제국의 군선이 나타나 막부나 여러 번의 위협이 된다. 그러나 대선 건조의 금지령으로 수군 힘을 거의 보유하고 있지 않기 때문에, 대처할 방법이 없었다.
덴포의 개혁이 시작되면서 사쿠마 쇼잔이 노중인 사나다 이키쓰라에게 대선 건조 금지령 철폐와 서양식 수군 역량 강화를 제언했다. 미토번주, 도쿠가와 나리아키 등도 노중 수좌, 아베 마사히로에게 금지령 철폐를 요구하기도 한다.
1853년 가에이 6년 6월에 미국의 매튜 페리가 흑선을 이끌고 내항했다. 단번에 세정 불안이 높아지자 아베 마사히로도 막부 수군의 설립과 강화의 필요성을 깨닫고 안세이 개혁의 일환으로 금지령을 철폐했다. 이는 막부를 비롯해 사쓰마번과 우와지마번, 사가번, 미토번 등의 웅번에서는 서양식 해군이 발견해 나가게 된다.
그러나 가에이의 금지령 철폐는 어디까지나 군선을 중요시 한 것이며, 상인이 서양 상선을 소유할 수 있도록 허용된 것은 1861년 분큐 원년이 되어서였다.

## 같이 보기
- 흑선 내항